# Andrenosoma cyrtoxys
Andrenosoma cyrtoxys är en tvåvingeart som beskrevs av Seguy 1952. Andrenosoma cyrtoxys ingår i släktet Andrenosoma och familjen rovflugor. Inga underarter finns listade i Catalogue of Life.